# استاویسکی
استاویسکی (به لاتین: Stawiski) یک شهر و گمینا در لهستان است که در گمینا ستاویسکی واقع شده‌است. استاویسکی ۱۳٫۲۸ کیلومتر مربع مساحت و ۲٬۴۴۲ نفر جمعیت دارد.